# I Kinda Like Me
I kinda Like Me este al nouălea album al Gloriei Gaynor. A fost lansat pe 15 iunie 1981.

## Melodii
1. "I Kinda Like Me"
2. "Fingers In The Fire"
3. "Let's Mend What's Been Broken"
4. "Yesterday We Were Like Buddies"
5. "I Can Stand The Pain"
6. "I Love You 'Cause"
7. "When You Get Around To Do It"
8. "Chasin' Me Into Somebody Else's Arms"
9. "The Story of The Jones"